# Riga Masters
Das Riga Masters war ein professionelles Snookerturnier mit Weltranglistenturnierstatus. In den Jahren 2014 und 2015 wurde es als Riga Open im Rahmen der PTC-Serie ausgetragen. Von 2016 bis 2019 war es als eigenständiges Ranglistenturnier Teil der Profitour.

## Geschichte
Die Riga Open 2014 waren das erste professionelle Snookerturnier in Lettland. In den ersten beiden Jahren wurde das Turnier im Rahmen der Players Tour Championship ausgetragen. Wie bei allen Turnieren dieser Serie gab es vorab eine Qualifikation für Amateurspieler. Die Turniere wurden in der Weltrangliste gewertet, hatten aber eine niedrigere Wertung als die regulären Turniere.
Nach dem Aus dieser Serie zum Ende der Saison 2015/16 blieb das Turnier bestehen, wurde aber in Riga Masters umbenannt. Es war nicht mehr für Amateure offen, stattdessen gingen wie bei allen anderen vollwertigen Weltranglistenturnieren Profispieler ergänzt um Spieler von einer Auswahlliste in die erste Runde. Diese Qualifikationsrunde wurde in England gespielt und nicht wie bis dahin in Riga, das Hauptturnier in Lettland begann dann nur noch mit 64 Spielern. Außerdem wurde das Format leicht verändert, statt alle Partien bis ins Finale im Modus Best-of-7 zu spielen, wie bei PTC-Turnieren üblich, wurden Halbfinale und Finale auf Best-of-9 verlängert.
Bis 2019 wurde das Turnier in der lettischen Hauptstadt ausgetragen. In der Saison 2020/21 fanden wegen der COVID-19-Pandemie keine Profiturniere mehr außerhalb von Großbritannien statt und das Riga Masters war eines von mehreren Turnieren, die dauerhaft eingestellt wurden.

## Sieger
| Jahr         | Austragungsort    | Sieger         | Ergebnis  | Finalist        | Hauptsponsor  | Saison    |
| Riga Open    | Riga Open         | Riga Open      | Riga Open | Riga Open       | Riga Open     | Riga Open |
| ------------ | ----------------- | -------------- | --------- | --------------- | ------------- | --------- |
| 2014         | Riga – Arena Riga | Mark Selby     | 4:3       | Mark Allen      | Kaspersky Lab | 2014/15   |
| 2015         | Riga – Arena Riga | Barry Hawkins  | 4:1       | Tom Ford        | Kaspersky Lab | 2015/16   |
| Riga Masters |                   |                |           |                 |               |           |
| 2016         | Riga – Arena Riga | Neil Robertson | 5:2       | Michael Holt    | Kaspersky Lab | 2016/17   |
| 2017         | Riga – Arena Riga | Ryan Day       | 5:2       | Stephen Maguire | Kaspersky Lab | 2017/18   |
| 2018         | Riga – Arena Riga | Neil Robertson | 5:2       | Jack Lisowski   | Kaspersky Lab | 2018/19   |
| 2019         | Riga – Arena Riga | Yan Bingtao    | 5:2       | Mark Joyce      | Kaspersky Lab | 2019/20   |